# 聖荷西 (伊利諾伊州)
聖荷西（英語：San Jose）是位於美國伊利諾伊州洛根縣和梅森縣的一個村落。

## 地理
聖荷西的座標為40°18′14″N 89°36′17″W / 40.30389°N 89.60472°W，而該地最高點為海拔高度183米（即600英尺）。

## 人口
根據2010年美國人口普查的數據，聖荷西的面積為1.30平方千米，當中陸地面積為1.30平方千米，而水域面積為0.00平方千米。當地共有人口642人，而人口密度為每平方千米493人。